# すぽーてぃあ

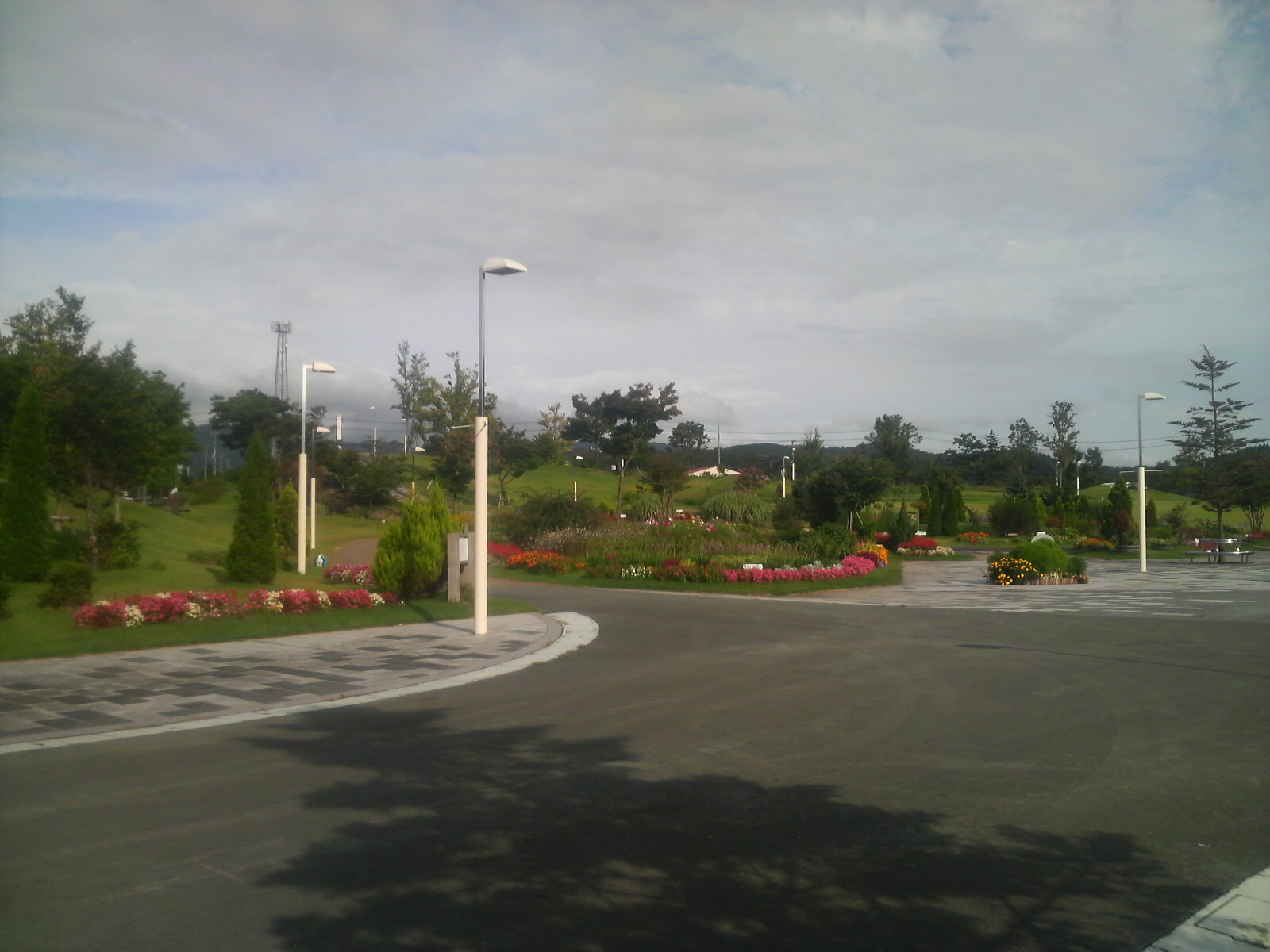
かむてん公園

すぽーてぃあは、2003年にオープンした、山形県新庄市にある屋内運動施設。県営の都市公園である最上中央公園内の屋内運動施設であり、一般財団法人新庄市スポーツ協会が指定管理者となっている。日本有数の豪雪地帯である最上地方で、冬期間にフィールド競技を行うことが出来る貴重な施設として、地域の住民に利用されている。
正式なオープンに先駆けて、2002年に行われた全国都市緑化フェア「花咲かフェア′02」で一般開放され、期間中にイベントステージが設けられてZONEのコンサートも行われた。

## 施設の概要
- 所在地：新庄市金沢
- アクセス：JR東日本新庄駅東口下車すぐ
- 床面：砂入り人工芝
- コート：テニスコート2面、フットサルコート2面
- 使用時間：9:00～22:00

## 周辺
最上中央公園（愛称かむてん公園、面積6.5ha）が整備されている。
また、スケートボード用のフィールドがある。これは2004年ごろに新庄駅周辺でマナーの悪いスケートボード愛好者による地元住民からの苦情を受けて、地元高校生が中心となって署名活動が行われ整備されたものである。